# Pendoggett
 (mars 2025).
Si vous disposez d'ouvrages ou d'articles de référence ou si vous connaissez des sites web de qualité traitant du thème abordé ici, merci de compléter l'article en donnant les références utiles à sa vérifiabilité et en les liant à la section « Notes et références ».
 (mars 2024).
Pendoggett est un village des Cornouailles, en Angleterre. Le village fait partie de la paroisse civile de St Kew.